# LeRoy, Kansas
LeRoy är en ort i Coffey County i delstaten Kansas, USA.